# Алушково (Краснинський район)
Алушково (рос. Алушково) — село в Краснинському районі Смоленської області Росії. Адміністративний центр Волоєдовського сільського поселення.
Населення — 188 осіб (2007).

## Розташування
Розташоване в західній частині області за 15 км на південь від районного центру, смт Красний.